# Guercino
Giovanni Francesco Barbieri, mais conhecido como Guercino ou Il Guercino (Cento, 1591 — Bolonha, 1666), foi um pintor do Barroco italiano, natural da região da Emília-Romanha e ativo em Roma e na Bolonha. "Guercino" é a palavra italiana para "estrábico", apelido que lhe foi dado por conta de seu desvio ocular. Tornou-se especialmente célebre por conta de seus caprichosos desenhos.

## Vida e obra
Guercino nasceu em Cento, um vilarejo localizado entre Bolonha e Ferrara. Autodidata, desenvolveu precocemente sua arte. Já aos 17 anos, colaborou com Benedetto Genari, pintor da escola bolonhesa. Por volta de 1615, transferiu-se para Bolonha, onde sua obra recebeu vultosos elogios de Lodovico Carracci. Desta fase, datam duas obras feitas por encomenda do cardeal Serra, embaixador papal em Ferrara, nas quais se observa, pela primeira vez, um naturalismo tipicamente caravaggesco: Elias Alimentado pelos Corvos e Sansão Aprisionado pelos Filisteus.

Em 1618, executa duas de suas obras-primas absolutas, Os Pastores da Arcádia (Et in Arcadia ego), atualmente na Galleria Nazionale d'Arte Antica (Roma), e O Esfolamento de Mársias por Apolo (Palazzo Pitti, Florença). Nesta época, seu estilo pessoal, a princípio fortemente influenciado pela poética de Annibale Carracci, começa a guinar rumo ao Maneirismo tardio de seu notório contemporâneo Guido Reni, tornando-se mais fluido, com cores mais claras e puras.

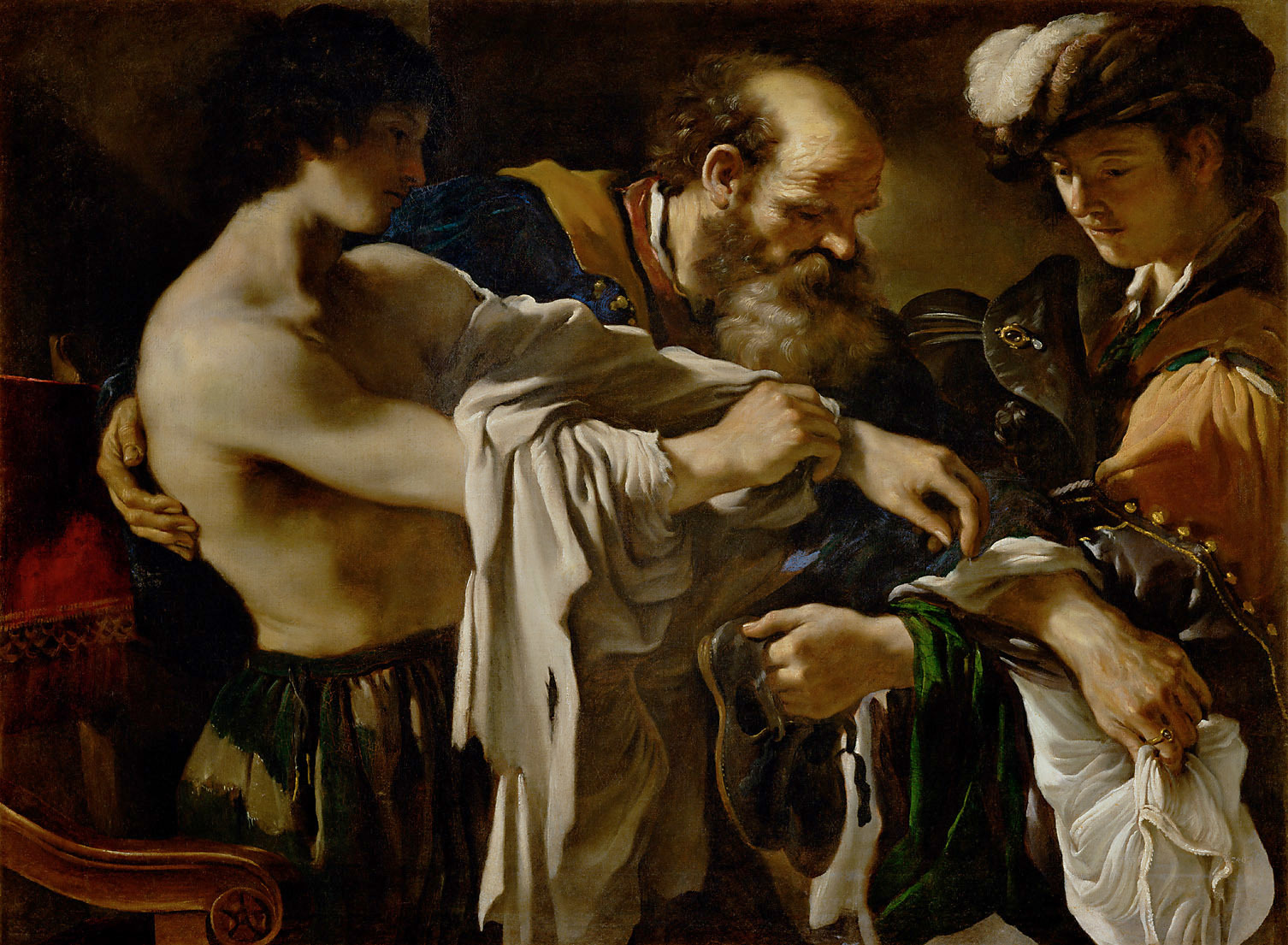
O Retorno do Filho Pródigo (1619). Pintura de Guercino (Kunsthistorisches Museum, Viena).

Em 1621, por sugestão do marquês Enzo Bentivoglio, o Papa Gregório XV o chama a Roma, onde permanece até 1623, tentando conciliar seu temperamento dinâmico com estagnação do ambiente artístico local. Não obstante, o período romano representou a fase mais prolífera de sua obra. Suas composições dessa fase, como Aurora (Villa Ludovisi), representaram, possivelmente, o substrato mais original de sua pintura. Também datam deste período seu famoso retrato do Papa Gregório XV (Getty Museum, Los Angeles) e o Enterro de Santa Petronilha (Museo Capitolino, Roma). Após a morte do papa, retorna para a Emilia.

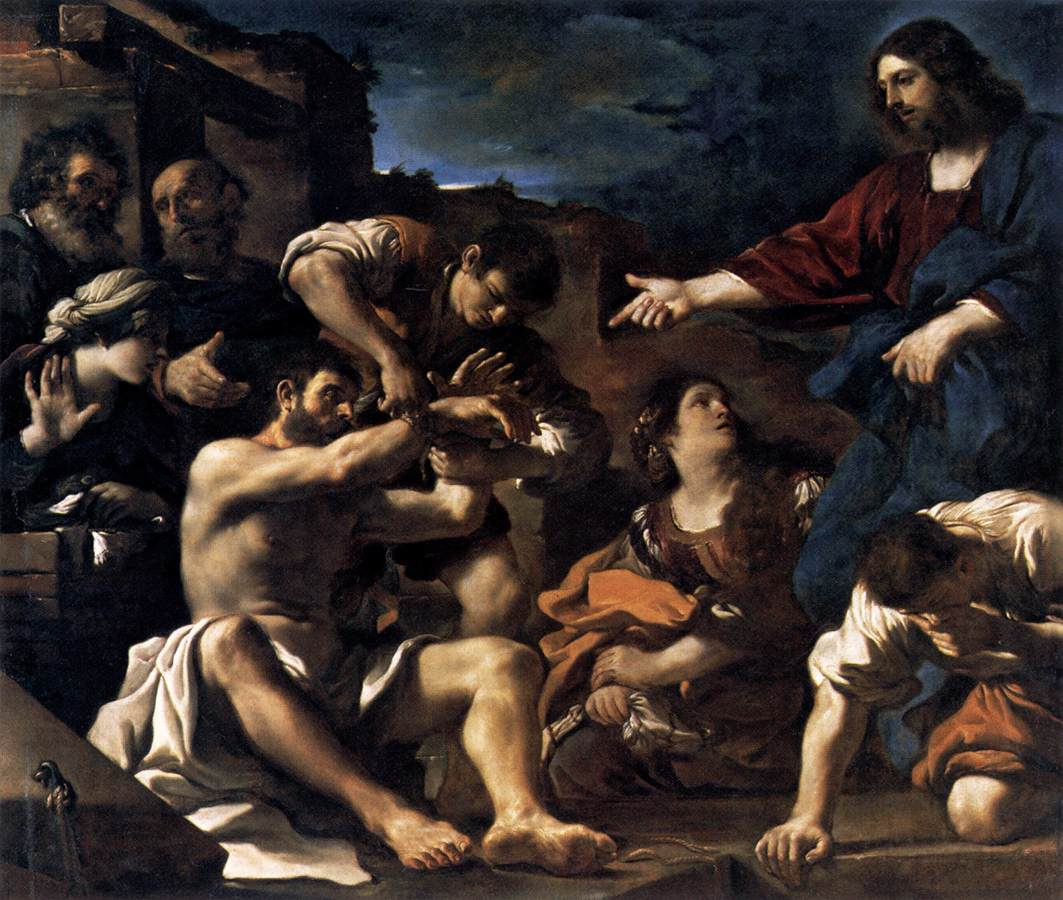
A ressurreição de Lázaro, Louvre

Em 1655, já afamado e plenamente estabelecido como maestro, compôs São Lucas Pintando a Virgem com o Menino (Nelson Atkins Museum of Art, Kansas City), por encomenda da Ordem dos Franciscanos de Reggio Emilia, e A Flagelação de Cristo (1657) para os Corsini.

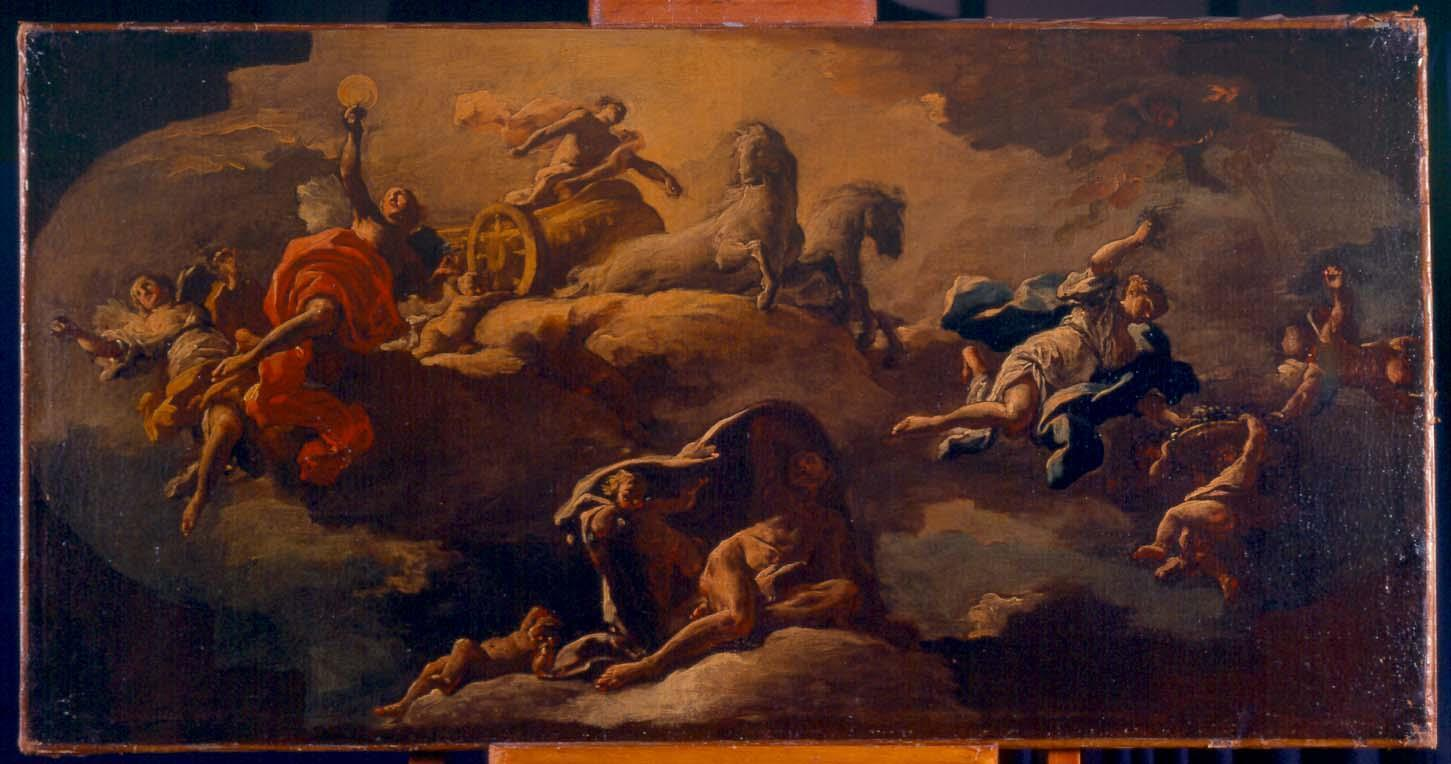
Pintura de Guercino em referência ao deus Apolo conduzindo o carro do sol, coleção Casa Museu Eva Klabin

Guercino tornou-se famoso em vida pela rápida execução de suas obras - ele compôs 106 grandes retábulos para igrejas, e ao menos 144 outras pinturas, além de afrescos e numerosos desenhos. Dedicou-se à pintura até 1666, ano de sua morte, tendo amealhado um vasto número de discípulos e uma considerável fortuna.